# Маллес-Веноста
Маллес-Веноста (італ. Malles Venosta) — муніципалітет в Італії, у регіоні Трентіно-Альто-Адідже,  провінція Больцано.
Маллес-Веноста розташований на відстані близько 560 км на північ від Рима, 85 км на північний захід від Тренто, 65 км на захід від Больцано.

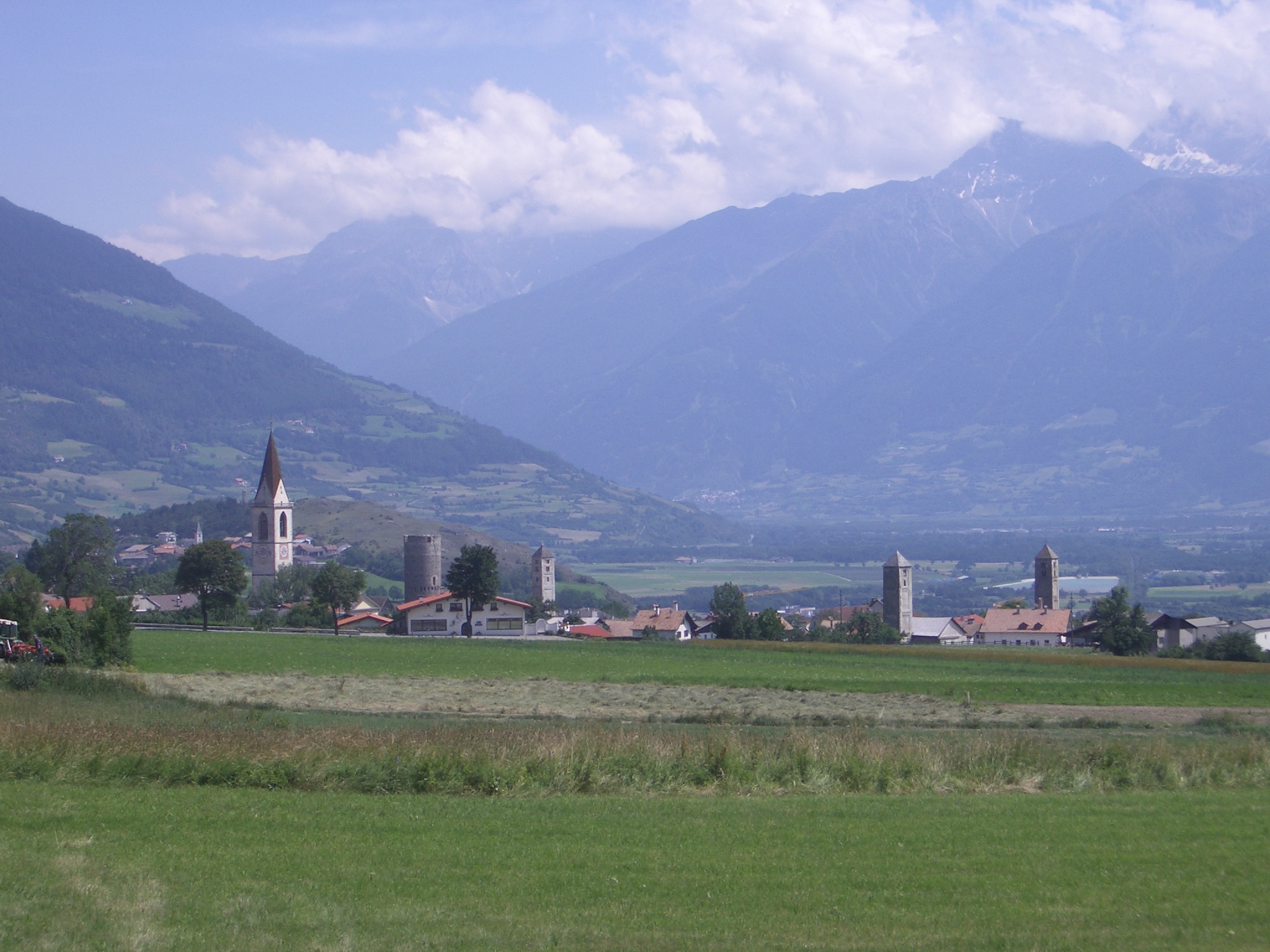

Населення — 5131 особа (2014).

## Демографія
Населення за роками:

Станом на 1 січня 2023 року в муніципалітеті офіційно проживало 455 іноземців з 50 країн, серед них 208 громадян країн Євросоюзу та 18 громадян України.

## Сусідні муніципалітети
- Курон-Веноста
- Глоренца
- Лаза
- Скуоль
- Сеналес
- Сент
- Сіландро
- Злудерно
- Зельден
- Тубре